# Ranko Ćetković
Ranko Ćetković (Podgorica, 27. kolovoza 1958.) je hrvatski znanstvenik, politolog i novinar. Rodom je iz zajednice Crnogoraca u Hrvatskoj. 
Studirao je u Zagrebu na dvama fakultetima Fakultetu političkih znanosti i na Fakultetu za novinarstvo, gdje je stekao naslove dipl. politologa i novinara.
Obnašao je dužnost tajnika Komisije za međunarodne odnose Savez za fizičku kulturu Hrvatske pri Hrvatskom športskom savezu i HOO-u. Bio je predavačem na Diplomatskoj akademiji Ministarstva vanjskih poslova Republike Crne Gore i predavačem specijalizirane Organizacije UN-a za znanost i kulturu za područje djelatnosti multinacionalnih korporacija koje se bave prodajom informacija. Tajnikom je Hrvatsko-crnogorskog međudržavnog Savjeta.
21. prosinca 2009. godine predsjednik RH Stjepan Mesić odlikovao ga je Redom hrvatskog pletera "za osobit doprinos razvitku i ugledu Republike Hrvatske i dobrobiti njezinih građana".